# Litova Stelo
Litova Stelo (LS) è una rivista in lingua esperanto dell'Associazione Esperantista Lituana, pubblicata con delle pause dal 1914.

## Storia

### Il primo periodo (1914)
Il primo numero di Litova Stelo (LS) fu pubblicato nella città di Liepāja in Lituania. Il contenuto era in lituano e dedicato alla informazione sull'esperanto. Pubblicarono il numero gli esperantisti di Liepāja S. Joffe, J. Kaplan e G. Davidov. Il materiale in lingua russa fu tradotto in lituano da Stasys Tijūnaitis. Quindi iniziò la prima guerra mondiale e non si sa se apparvero anche il secondo e altri numeri.

### Il secondo periodo (1922-1926)
Nel gennaio 1922 a Kaunas (allora capitale provvisoria) apparve di nuovo il primo numero di LS. Il secondo periodo della rivista durò fino a novembre del 1926. In questo periodo apparvero 43 numeri. Si pensa che la rivista smise di essere pubblicata perché:
1. Il partito cristiano democratico perse le elezioni del parlamento (Sejmo) nel 1926 e cessò la sovvenzione statale a LS, il cui direttore Aleksandras Dambrauskas (pseudonimo Adomas Jakštas, nelle opere in esperanto - Dombrovski) era un importante funzionario di quel partito;
2. nel 1925 era morto Paul Medem, che era stato un forte sostenitore di LS e in generale dell'esperanto.

Durante il secondo periodo LS ave al'aspetto di un giornale di 8 pagine (32x24 cm) con molte foto di città, paesaggi e personaggi famosi della Lituania. Il contenuto consisteva soprattutto in informazioni di politica, economia e cultura della Lituania, traduzioni di prosa e poesia lituane, cronaca di eventi esperantisti, annunci.
Mancava del tutto la prosa originale. LS era stampata in circa 1500 copie e gli abbonati in Lituania nel 1926 furono 208, mentre circa 1200 copie venivano spedite in altri 41 paesi di ogni continente.

### Il terzo periodo (1935-1940)
Negli anni 1935-1939 LS apparve ogni anno con 6 numeri di 16 pagine in formato di rivista (23x15 cm). L'ultimo numero 1-2 dell'anno 1940 rimase senza copertina. Dal 1935 fino al numero 1 del 1937 il redattore fu Vladas Butkus (Butkevičius). Dal numero 2 del 1937 fino all'ultimo numero il redattore fu Petras Lapienė. Il contenuto nel terzo periodo fu in generale simile a quello del secondo periodo. In circa ogni numero la poesia originale in esperanto fu presentata da Ludmila Jevsejeva; molto rari furono i versi originali di Balys Giedra, Aleksandras Dombrovski, Kazimieras Vidikauskas, Nikolaj Nekrasov, E. Erhards. Non apparve prosa originale. Dall'inizio del 1937 fino alla fine la rivista fu solamente in lingua esperanto. Nel 1937 venne pubblicato un numero di propaganda in lingua lituana "Lietuvos žvaigždė" (Litova stelo). Dopo l'occupazione della Lituania da parte dell'esercito sovietico nel 1940 LS, come tutte le altre riviste e giornali della repubblica indipendente vennero proibite.

### Il quarto periodo (1991-)
Il quarto periodo iniziò dopo il riottenimento della indipendenza della Lituania l'11 marzo 1990. Il primo numero di LS apparve nel 1991. Sul colophon era scritto periodo IV anno I 1991. N.ro 1 (77). A partire dal numero 1 (167) del 2006 il periodo non è indicato. La rivista è bimestrale, di 32 pagine, in formato 23x16 cm, con copertina a colori. I redattori sono: Adomas Vaitilavičius (1991-1994), Petras Čeliauskas (1995-2005), Vytautas Šilas (2006-).

## Emerografia
- Adomas Vaitilavičius, 1 Litova Stelo, in La vojo de LITOVA STELO, 1991,  p. 2.